# Lord Ochiltree
Lord Ochiltree war ein erblicher britischer Adelstitel in der Peerage of Scotland.

## Verleihung und Geschichte des Titels
Der Titel wurde am 9. Juni 1615 von König Jakob VI. für James Stewart geschaffen. Sein Cousin Andrew Stewart, 3. Lord Stewart of Ochiltree (1560–1629), der spätere 1. Baron Castle Stewart hatte 1615 zu seinen Gunsten auf die namensgebende feudale Baronie Ochiltree in East Ayrshire verzichtet.
Der Titel erlosch, als sein jüngerer Sohn, der 2. Lord, am 12. Februar 1675 unverheiratet und kinderlos starb.

## Liste der Lords Ochiltree (1615)
- James Stewart, 1. Lord Ochiltree († nach 1658)
- William Stewart, 2. Lord Ochiltree (um 1659–1675)